# 混成詞

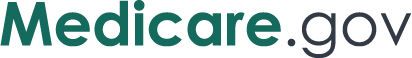
美国的联邦医疗保险（medicare）由「医疗」（medical）和「照顾」（care）组成

混成詞（法語：Portmanteau）又譯合音詞、緊縮詞、合併詞、混合詞、拼凑语，或直译为行囊词，指由最少兩個詞語或詞語的一部分結合而成的詞語或詞素，該新詞語的意義和讀音集組成部分之成。一般而言，混成詞是新詞，例如 cyborg（生化人）即源自 cybernetic organism（模控學有機體）。不同于合成詞，混成詞本身是單个詞素，虽然其音義皆由两个以上的詞素融合而成，但混成词不可以拆分，如 motel（汽車旅館，motor + hotel）、smog（霧霾，smoke + fog）和 brunch（早午餐，breakfast + lunch）等。

## 術語起源
portmanteau 用于代指混成詞出自路易斯·卡羅1871年的《愛麗絲鏡中奇遇》，書中矮胖子（Humpty Dumpty）向愛麗絲解釋《無聊》詩中的詞語，說道：「喔，slithy 解作 lithe 和 slimy ……你看，它就像一個行囊（portmanteau），把兩個意義都塞入一個詞裏去了。」卡羅常在作品中使用這些詞語帶出幽默效果。
portmanteau 本源自中古法語 porter（手提）和 manteau（外套；斗篷），原指有兩個隔間的大旅行皮包或皮箱，後發展成如今的語言學概念。隨著這種旅行箱不再被使用，今日英語中已甚少使用該詞指手提旅行箱。在法語，該詞有不同的意義，解作「掛衣鉤」，有時指「衣帽架」，拼法是 porte-manteau。實際上，法語「混成詞」該作 mot valise，照字面譯即是「行囊詞」。
最初以 portmanteau word 指混成詞最先收錄於1990年代早期出版的辭典，其後縮略為 portmanteau，用法漸漸普及起來。

## 構詞法
語言學中，「混成詞素」指混合了兩項語法範疇（參見屈折語）的詞素。在英語中，動詞後綴「-s」是一個典型例子。「-s」這個後綴可將至少四種不同的屈折意義加諸動詞身上：
- 單數（數）
- 第三身（人稱）
- 現在式（時態）
- 直說法（語氣）

西班牙語動詞後綴也是屈折的，在其屈折系統裏有很多混成詞。
「混成詞」指混合了兩個作用詞的詞語，但這用法與所謂的省略語有點重疊，而語言學家傾向避免使用這用語。如在法語中，à 結合 les 構成 aux（o），那是一個不可分割的詞，但包含了兩種意義。
語言學以外，混成詞指兩個或以上詞語的結合（通常利用一詞的首部與另一詞的末部組成），構成單一的新詞或新義。在後現代歐陸哲學中，較有名的混成詞是 différance（延異），由雅克·德希達提出，（在索緒爾的觀念上）結合了 differ（相異）與 defer（推延）兩詞去形容斷裂但多義的語言特徵（參見解結構）。
值得注意的是，有些混成詞已變成一般詞彙，於是產生了雙重混成詞。例如，vog（火山煙霧）是volcanic（火山的）與 smog（煙霧）的混成詞，而 smog本身則是 smoke（煙）與 fog（霧）的混成詞。

## 混成詞的構成方法
多數混成詞有以下的構詞方法：
1. 一詞的開頭與另一詞的結尾結合，此為最常見的混成詞構成方式。單一音節的詞可在特殊情況拆成聲母和韻母與他詞結合。
  - broccoli（綠花椰菜）+ cauliflower（花椰菜）→ broccoflower（翠綠花椰菜（英语：broccoflower））
  - breakfast（早餐） + lunch（午餐）→ brunch（早午餐）
  - camera（相機） + recorder（錄影機）→ camcorder（錄相機（英语：camcorder））
  - education（教育） + entertainment（娛樂）→ edutainment（教育性娛樂（英语：edutainment））
  - information（資訊） + commercial（廣告）→ infomercial（資訊型廣告）
  - motor（汽車） + hotel（旅館）→ motel（汽車旅館）
  - smoke（煙） + fog（霧）→ smog（煙霧）
  - spoon（匙） + fork（叉）→ spork（叉勺）
  - Chinese（中文） + English（英語）→ Chinglish（中式英語）
  - Black（黑人）+ exploitation（剝削電影）→ Blaxploitation（黑人剝削電影）
  - animation（動畫）+ electronics（電子學）→ animatronics（電子動畫（英语：animatronics））
2. 兩詞的開頭結合。
  - cybernetic（自動化） + organism（生物）→ cyborg（生化人）
3. 兩詞以其語言的聲韻規則結合。
  - California（加利福尼亞州） + fornication（婚前性行為）→ Californication（加利福尼亞化（英语：Californication (song)））

特別注意的是，當兩詞以完整的方式結合，這種構詞方法稱為合成詞（又稱複合詞），而非混成詞，如bagpipe（風笛）是由bag（包）和pipe（笛）結合，兩詞完整的保留。

### 其他特別詞例
- blog（網誌）組合自web log。（一說指是縮略語。）
- 網民（netizen）是Internet（互聯網）與citizen（市民）的結合。而Internet本身亦源自混成詞。（Internet一詞的起源眾說紛紜，有指源自international network或interactive network，亦指是inter與network的結合。）
- 聯想集團把英語名稱由Legend改為「Lenovo」，源自Legend（傳奇）和novo（擬似拉丁语词，源自nova［創新］）。[3] [4]
- 樂高積木生化戰士Bionicle是由biological和chronicle合併而成。
- 坦桑尼亞 (Tanzania) 是由Tanganyika（坦噶尼喀）和Zanzibar（桑給巴爾）再加上拉丁文後綴 -ia 組成。
- 比荷盧三國關稅同盟（Benelux）源自成員國的名稱，分別是Belgium（比利時）、Netherlands（荷蘭）及Luxembourg（盧森堡）。
- 香加坡計劃（Hongapore Project）是南韓濟州特別自治道的一項計劃，旨在超越香港和新加坡。計劃的名稱結合了兩地的英語名稱Hong Kong與Singapore。[5]

## 外部連結
- Lexiconcept.com—an online portmanteau generator
- Portmanteaur.com （页面存档备份，存于）—a tool for making portmanteaus
- Portmanteau tool – Invent new words (with definition)